# Godson Oghenebrume
Godson Oke Oghenebrume (* 27. Mai 2003 in Ughelli) ist ein nigerianischer Leichtathlet, der sich auf den Sprint spezialisiert hat. Seine ältere Schwester Ese Brume ist afrikanische Rekordhalterin im Weitsprung. 2024 wurde er mit der nigerianischen 4-mal-100-Meter-Staffel in Douala Vizeafrikameister.

## Sportliche Laufbahn
Erste Erfahrungen bei internationalen Meisterschaften sammelte Godson Oghenebrume im Jahr 2021, als er bei den U20-Weltmeisterschaften in Nairobi in 10,74 s den achten Platz im 100-Meter-Lauf belegte. Bereits im Juni stellte er in Lagos mit 10,13 s eine U18-Weltbestleistung über diese Distanz auf. Im Herbst begann er ein Studium an der Louisiana State University in den Vereinigten Staaten. Im Jahr darauf wurde er bei den Weltmeisterschaften in Eugene mit der Staffel im Vorlauf wegen eines Wechselfehlers disqualifiziert und anschließend schied er bei den Commonwealth Games in Birmingham mit 10,52 s im Halbfinale über 100 Meter aus. 2023 wurde er NCAA-Collegemeister in der 4-mal-100-Meter-Staffel und im Jahr darauf schied er bei den Afrikameisterschaften in Douala mit 10,51 s im Vorlauf über 100 Meter aus, während er mit der Staffel in 38,84 s gemeinsam mit Kayinsola Ajayi, Usheoritse Itsekiri und Alaba Akintola die Silbermedaille hinter dem ghanaischen Team gewann.
In den Jahren 2021 und 2022 wurde Oghenebrume nigerianischer Meister in der 4-mal-100-Meter-Staffel.

## Persönliche Bestzeiten
- 100 Meter: 9,90 s (+1,8 m/s), 9. Juni 2023 in Austin
  - 60 Meter (Halle): 6,60 s, 10. Februar 2023 in Fayetteville
- 200 Meter: 20,63 s (+1,7 m/s), 16. März 2024 in Coral Gables
  - 200 Meter (Halle): 11. Februar 2023 in Fayetteville